# Puerto Caimito
Puerto Caimito es un corregimiento del distrito de La Chorrera en la provincia de Panamá Oeste, República de Panamá. La localidad tiene 46 923 habitantes (2023) y actualmente es la más poblada en todo el distrito.

## Toponimia
Debe su nombre a la cantidad de árboles de caimito existente en sus orillas y por estar próximo a la desembocadura del río Caimito; anteriormente era conocido con el nombre de Puerto de La Chorrera, ya que cuando no había carreteras que comunicaran con la capital, la única forma de hacerlo era a través del mar.

## Historia
Fue creado mediante el acuerdo N.º 11 del 14 de noviembre de 1909.

## Límites
El corregimiento limita al norte con el corregimiento de Barrio Colón, al sur con el golfo de Panamá, al este con el distrito de Arraiján y al oeste con los corregimientos de Barrio Balboa y Playa Leona.